# Jerry Weller
Gerald C. "Jerry" Weller (7 de julio de 1957, Streator, Illinois) es un político estadounidense que fue miembro republicano de la Cámara de Representantes de Estados Unidos, en representación del 11.º distrito congresional de Illinois.

## Biografía
Nació en Streator, Illinois, siendo hijo de LaVern y Marilyn Weller, y se crio en la granja de cerdos de su familia en Dwight (Illinois). Weller es un graduado de 1979 de la Universidad de Illinois, donde recibió su título de Ingeniero Agrónomo. Weller se ha casado dos veces.
En julio de 2004, Weller anunció que estaba comprometido con la diputada guatemalteca Zury Ríos, hija del exjefe de Estado de facto de Guatemala Efraín Ríos Montt.  El 20 de noviembre de 2004, se casó en Antigua Guatemala. El 17 de agosto de 2006, en un hospital de la Ciudad de Guatemala nació su primera hija, Marizú Catherine Weller Ríos.

## Carrera política
Weller fue un miembro del personal del congresista Tom Corcoran 1980-1981, asistente del director del Departamento de Agricultura de Illinois, y asesor del Secretario de Agricultura de John Rusling Block 1981-1985. En 1988, Weller fue elegido a la Cámara de Representantes de Illinois, donde sirvió hasta 1994.

### Cámara de Representantes de los Estados Unidos
Weller fue elegido a la Cámara de Representantes de EE. UU. en 1994, tras la jubilación del demócrata George Sangmeister. Weller derrotó a New Lenox abogado Robert T. Herbolsheimer en las primarias republicanas, y el demócrata Frank Giglio en la elección general.
Apoyó el libre comercio y viajó por toda América Latina y el Caribe para construir mejores relaciones con el sector público y empresarial. Apoyó el acuerdo comercial de Panamá con los Estados Unidos. Hizo esfuerzos para eliminar el impuesto sanción al matrimonio. Apoya el uso de incentivos fiscales para ayudar a reurbanizar solares abandonados suelo industrial formal.
Defendió la creación y construcción del Cementerio de Abraham Lincoln National, la pradera de pastos altos Nacional Midewin y otros esfuerzos de reconstrucción en el antiguo arsenal Joliet. Reurbanización del sitio incluye el Deer Run Industrial Park, que contiene el Centro Intermodal Center.
En 1995,  recibió un el premio de Protector del Medio Ambiente de la Sociedad Audubon de Chicago por su servicio político. Después de la liberación de tritio a partir de Braidwood de Exelon y Dresde Nuclear Power Plant Weller envió una carta a Exelon Corp expresando su preocupación y recomendó que la Nuclear Comisión Reguladora de investigar las centrales en cuestión.